# Montriond/Cour
Montriond/Cour ist ein Quartier der Schweizer Stadt Lausanne. Es befindet sich im südwestlichen Teil der Stadt.
Der Stadtteil selbst ist wiederum in sechs Sektoren aufgeteilt. Es sind dies Marc-Dufour, Milan, Les Cèdres, Cour, Mont-d’Or und Bellerive. Auf einer Fläche von 1,444 km² wohnten im Jahr 2018 rund 8348 Einwohner.

## Lage, Bauwerke und Sehenswürdigkeiten
Der im Süden direkt an den Genfersee anstossende Stadtteil gilt vor allem als Wohngebiet. Zudem befinden sich einige grössere Firmen in Montriond/Cour. Zum Beispiel das weltweite Operationscenter von Philip Morris International oder der Hauptsitz der Vaudoise Versicherungen. Des Weiteren finden sich hier das Maison du sport international, die Musée et jardins botaniques cantonaux de Lausanne, im Viertel Vidy, das nicht offiziell als Stadtsektor zählt, die Überreste der Schweizerischen Landesausstellung von 1964 sowie das Théâtre Vidy-Lausanne, und am Seeufer neben der Schiffswerft der Compagnie générale de navigation sur le lac Léman die öffentlichen Bäder Bains de Bellerive. Als Besonderheit gilt der Parc de Milan, welcher sich im Zentrum befindet. Ein Park mit viel Rasenfläche und einigen Bäumen, die ihn von dem Stadtteil abtrennen. Die Marc-Dufour-Brücke, die nach dem berühmten Augenarzt Marc Dufour benannt wurde, verbindet den Stadtteil mit dem Stadtzentrum von Lausanne.

## Öffentliche Verkehrsmittel
Die Buslinien 1 und 25 der Transports publics de la région lausannoise durchqueren den Stadtteil. Weiter hat auch die Métro M2 eine Haltestelle in dem Stadtteil.

## Galerie

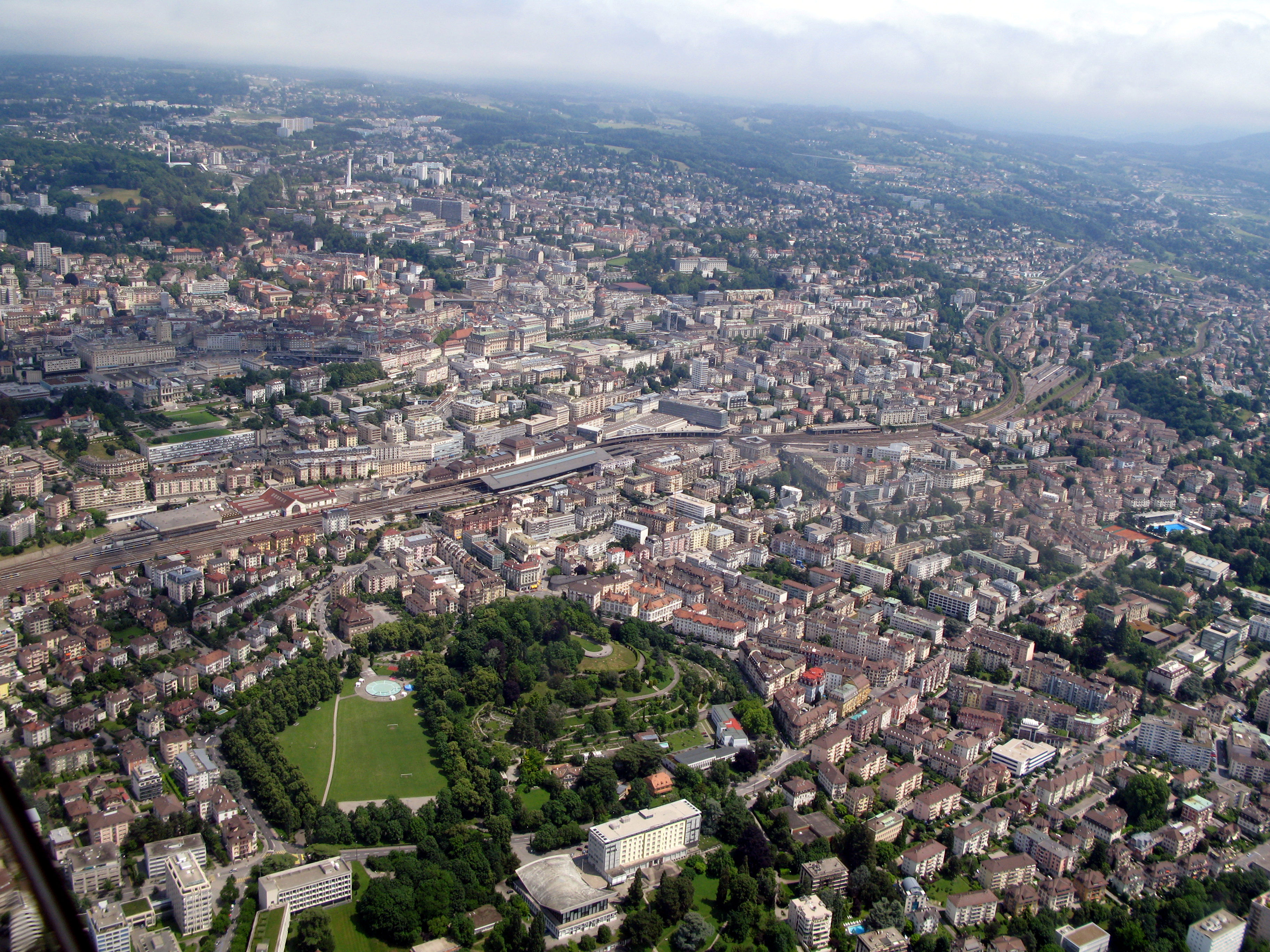
Luftaufnahme des Stadtteils (unvollständig) Im Vordergrund Parc de Milan und Crêt de Montriond, dahinter der Hauptbahnhof